# Hook Dillon
John Turley Dillon, detto Hook (Savannah, 8 gennaio 1924 – Winston-Salem, 18 gennaio 2004), è stato un cestista statunitense, professionista nella NBA.

## Carriera
Venne selezionato dai Chicago Stags nel Draft BAA 1948.